# Hrabstwo Harrison (Iowa)

Piramida wieku hrabstwa

Hrabstwo Harrison (ang. Harrison County) – hrabstwo w stanie Iowa w Stanach Zjednoczonych. Hrabstwo zajmuje powierzchnię lądową 1 804,50 km². Według szacunków US Census Bureau w roku 2006 liczyło 15 745 mieszkańców. Siedzibą hrabstwa jest miasto Logan. Hrabstwo zostało założone w 1851 roku.

## Miasta i miejscowości
| - Dunlap - Little Sioux | - Logan - Magnolia - Missouri Valley | - Modale - Mondamin - Persia | - Pisgah - Woodbine |

## Drogi główne
| - Interstate 29 - U.S. Highway 30 - Iowa Highway 37 - Iowa Highway 44 | - Iowa Highway 127 - Iowa Highway 183 - Iowa Highway 191 |

## Park Narodowy
- DeSoto National Wildlife Refuge

## Sąsiednie hrabstwa
- Hrabstwo Monona
- Hrabstwo Crawford
- Hrabstwo Shelby
- Hrabstwo Pottawattamie
- Hrabstwo Washington
- Hrabstwo Burt